# Condado de White (Illinois)
El condado de White es un condado del estado de Illinois, Estados Unidos. Tiene una población estimada, a mediados de 2023, de 13 401 habitantes.
La sede del condado es Carmi.

## Geografía
Según la Oficina del Censo, tiene una superficie total de 1300 km², de los cuales 1282 km² corresponden a tierra firme y 18 km² están cubiertos de agua.

### Condados adyacentes
- Condado de Edwards - norte
- Condado de Gibson, Indiana - noreste
- Condado de Posey, Indiana - este
- Condado de Gallatin - sur
- Condado de Saline - suroeste
- Condado de Hamilton - oeste
- Condado de Wayne - noroeste

## Historia
Los primeros colonos llegaron al condado entre 1807 y 1809 y eran de descendencia escocesa-irlandesa.
El condado de White se separó del condado de Gallatin en 1815. Su nombre deriva del capitán Leonard White, legislador del condado de Gallatin a quien se le atribuye la idea de extender la frontera entre Illinois y Wisconsin unos pocos kilómetros al norte del extremo sur del lago Míchigan.

## Demografía

### Censo de 2020
Según el censo de 2020, en ese momento el condado tenía una población de 13 877 habitantes. La densidad de población era de 11 hab/km². El 94.13% de los habitantes eran blancos, el 0.66% eran afroamericanos, el 0.17% eran amerindios, el 0.47% eran asiáticos, el 0.15% eran isleños del Pacífico, el 0.41% eran de otras razas y el 4.02% eran de una mezcla de razas. Del total de la población, el 1.35% eran hispanos o latinos de cualquier raza.

### Evolución demográfica
|       | 1900   | 1910   | 1920   | 1930   | 1940   | 1950   | 1960   | 1970   | 1980   | 1990   | 2000   | 2010   | 2020   | 2023   |
| ----- | ------ | ------ | ------ | ------ | ------ | ------ | ------ | ------ | ------ | ------ | ------ | ------ | ------ | ------ |
| TOTAL | 25 386 | 23 052 | 20 081 | 18 149 | 20 027 | 20 935 | 19 373 | 17 312 | 17 864 | 16 522 | 15 371 | 14 665 | 13 877 | 13 401 |

### Estimación 2019-2023
Según la estimación 2019-2023 de la Oficina del Censo, los ingresos medios de los hogares del condado son de $53 097 y los ingresos medios de las famlias son de $69 832. Los ingresos per cápita en los últimos doce meses, medidos en dólares de 2023, son de $30 769. El 16.4% de la población está por debajo de la línea de pobreza, entre ellos el 18.6% de los menores de 18 años y el 13.4% de quienes tienen 65 años de edad o más.

## Localidades

### Ciudades
- Carmi
- Grayville (en parte en el condado de Edwards)

### Villas
- Burnt Prairie
- Crossville
- Enfield
- Maunie
- Mill Shoals
- Norris City
- Phillipstown
- Springerton